# 헌사

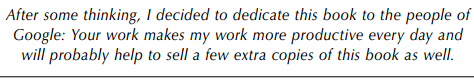

헌사 또는 책 헌정은 다른 사람에 대한 저자의 친근한 관계의 표현 또는 감사의 표현이다. 헌사는 헌사 페이지에 자체 자리가 있으며 머리말의 일부이다.

## 역사
헌사의 증거는 고전 고대로 거슬러올라간다. 특정인에 대한 감사의 마음을 표현하는 것 외에도 저자는 종종 특정인에게 자신의 작품을 바치는 다른 이유가 있었다. 18세기까지는 출판사가 저자에게 보수를 지급하는 것이 흔한 일은 아니었다. 저자는 후원자-고객 관계의 한 요소로 보수를 받거나 보수를 받는 경향이 있었다. 이 관계에서 작가-고객은 자신의 후원자에게 헌정을 통해 경의를 표했다. 전형적인 작가는 주교와 같은 높은 지위에 있는 인물 또는 도시에 그들의 책을 바쳤고 이 관행을 통해 약간의 돈을 벌려고 했다.
많은 경우 청원인은 운이 좋아서 후원자로부터 선물을 받았다. 어떤 경우에는 작가가 후원자 앞에서 으스대며 "종종 매우 정교하고 복종하는 애정이 포함된" 공식적인 헌사를 했다. 어떤 경우에는 저자가 돈을 벌려고 했을 뿐만 아니라 인쇄업자들도 비용의 일부를 충당하기 위해 헌신적으로 노력했다.

## 같이 보기
- 오마주
- 책 디자인